# Антсиранана (провинция)
Провинция Антсиранана (на френски: Province de Antsiranana) е една от 6-те административни провинции на Република Мадагаскар. Разположена е в северната част на страната и има излаз на Индийския океан. Площта на провинцията е 43 406 км², а населението е около 1,2 млн. души (2001). Столицата ѝ е град Антсиранана. Разделена е на 2 региона, всеки от който е допълнително разделен на райони и комуни.
Регионите са:
- Диана
- Сава